# Vivinus

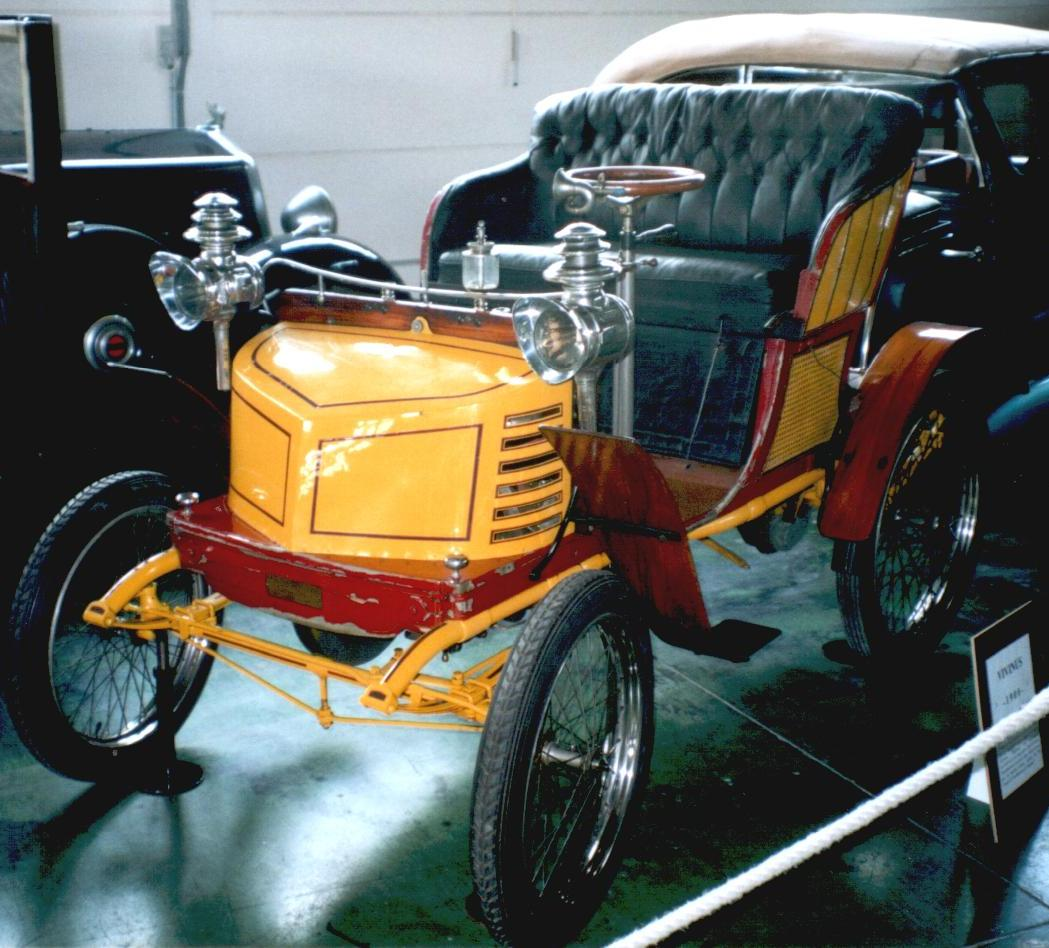
Vivinus uit 1900.

Vivinus, opgericht door Alexis Vivinus, begon in 1899 in het Belgische Schaarbeek, nabij Brussel, met de bouw van kleine auto's die in het begin met eencilinder- en tweecilindermotoren uitgerust werden. Het lukte zelfs om licenties aan andere fabrikanten te verkopen. Na de opkomst van auto’s met vier- en zescilindermotoren, verloor Vivinus al snel aan belang als fabrikant.
Vivinus produceerde eveneens auto's en motoren onder licentie van Georges Richard en De Dietrich.
Het bedrijf verdween in 1912 maar de werkplaatsen werden gemoderniseerd en nieuwe wagens verlieten de fabriek onder de naam FAB (Fabrique Automobile Belge).
Alexis Vivinus ging aanvankelijk werken voor Clément Bayard, later voor Minerva, alwaar hij de Minerva 40CV ontwikkelde.

Daarnaast produceerde Vivinus ook fietsen.